# Christoph von Dürfeld
Christoph von Dürfeld auch: Durfeldius, Dorfeldius, Durfelt (* um 1525 in Gotha; † 23. Mai 1583 in Speyer) war Hochschullehrer in Jena und fürstlich sächsischer Hofrat und Reichskammergerichts-Assessor zu Speyer.

## Leben
Christoph Dürfeld war der Sohn des Gerbermeisters Friedrich Dürfeld und der Margarethe von Binsfeld, Tochter einer preußischen Adelsfamilie aus der Pfalz. Von 1533 bis 1543 besuchte er das vom Reformator Friedrich Myconius begründete Gymnasium im Augustinerkloster seiner Heimatstadt. Am 30. April 1543 immatrikulierte er sich an der Universität Wittenberg, wo er sich am 30. September 1546 den akademischen Grad eines Magisters der Philosophie erwarb. Ab 1546 war er Lehrer des Gymnasiums in Gotha und danach Lehrer am Gymnasium in Eisenach. Da er während des Schmalkaldischen Krieges Verluste erlitten hatte, nahm er eine Hauslehrersteller in Remda an, wo er den jungen Grafen Johann von Gleichen IV († 28. März 1567 in Remda) unterrichtete. Mit diesem zog er im Sommersemester 1549 an die Hohe Schule in Jena, wo er sich auch am Vorlesebetrieb beteiligte und am 2. Februar 1554 in den Lehrkörper der Schule aufgenommen wurde.
Daraufhin wurde er im Sommersemester 1558 Professor der Philosophie, in welcher Eigenschaft er im Wintersemester 1559 Dekan der philosophischen Fakultät war. Danach hatte er in Jena eine Vakanzprofessur inne. 1560 geriet er in eine theologische Auseinandersetzung, woraufhin man ihn vom Abendmahl exkommunizierte, was jedoch durch das Eingreifen der sächsischen Fürsten unterbunden wurde. 1561 wechselte er an die juristische Fakultät, wo er im selben Jahr das Lizentiat der Rechte erwarb und ordentlicher Professor der Rechte wurde. Daraufhin promovierte er am 11. Februar 1562 zum Doktor der Rechte, wurde im selben Jahr Hofgerichtsassessor in Jena und im Juli 1563 Hofrat von Sachsen-Weimar. Das sächsische Fürstenhaus vertrat er bei mehreren Reichsangelegenheiten und war im Wintersemester 1563 Rektor der Jenaer Salana. Am 9. November 1569 erhielt er eine Stelle als Syndikus in Halle (Saale) und am 20. August 1580 wurde er Assessor am Reichskammergericht in Speyer.

## Familie
Dürfeld war drei Mal verheiratet. Seine erste Ehe schloss er mit (I) Barbara von Peine zu Wolfenbüttel und Asseburg (* Braunschweig). Seine zweite Ehe ging er 1577 in Halle mit (II) Regina Goldstein, die Tochter des Assessors am Gericht in Halle Paul Goldstein (1532–1578), ein. Nach ihrem Tod verheiratete er sich mit (III) Katharina von Witzleben auf Wendelstein († 1585 in Jena), Tochter von Siegmund von Witzleben auf Wendelstein († 1556 zu Arnstadt) und Maria von Dachröden. Aus diesen Ehen sind elf Kinder hervorgegangen.
- (I) Christoph Dürfeld der jüngere (* ca. 1544 zu Jena;  † ca. 1590 zu Speyer), immatrikuliert im Wintersemester 1563 an der Universität Jena[16], 28. Oktober 1569 an der Universität Wittenberg,  Mitte 1578 an der Universität Erfurt, Lic. jur., später Assessor der Kammer zu Speyer († 1590?). Er war zweimal verheiratet. (I) 1577 mit Catharina Goldstein, Tochter des Paul Goldstein und dessen Frau Maria Barth,[13] und (II) 1587 mit Sabina Appian, Tochter des Dr. Philipp Appian, Domprobst zu Wurzen. Der Großvater von Sabina, der Petrus Appian war Astronom und wurde von Kaiser Karl V. in den Adelstand erhoben.[17]
- (I) Philipp Dürfeld (* ca. 1545 zu Jena), immatrikuliert im Wintersemester 1563 an der Universität Jena[16], verh. 1584 mit Ursula, Tochter des fürstlich sächsischen Amtmanns zu Gotha Lorentz Fürstenau.
- (I) Johann Heinrich Dürfeld, Jurist, Ratsworthalter und Pfänner Halle, fürstlich schwarzburgischer Rat und Lehnsverweser (* 23. Juni 1563 zu Jena; † 7. Oktober 1631 zu Halle (Saale)), immatrikuliert im Wintersemester 1581 an der Universität Jena, verh. (I) 1591 mit Justina Winckelmann (* in Oschatz; † 9. Dezember 1599), die Tochter des Oschatzer Bürgermeisters Blasi Winckelmann, verh. (II) 1603 mit Barbara Wesener (* 26. Januar 1585 in Halle (Saale); † 7. Juli 1631 ebenda). Aus der ersten Ehe entstammen zwei Söhne und eine Tochter. Die zweite Ehe brachte vier Söhne und acht Töchter.
- (I) Johann Wilhelm Dürfeld (* ca. 1566 zu Coburg; † August 1631 zu Speyer,), immatrikuliert im Wintersemester 1581 Universität Jena, 5. August 1584 Universität Wittenberg, 18. April 1592 Dr. jur. Uni. Basel, Pfänner und Ratsherr zu Halle, Assessor Kammergericht Speyer,  war zweimal verheiratet. Man kennt nur die Hochzeit von 1610 in Halle mit Maria von Goldstein, der Witwe des Salomon von Schönitz († 19. März 1591), die Tochter des Paul Goldstein[13] und dessen Frau Maria Barth. Beide Ehen blieben kinderlos.
- (I) Katharina Dürfeld (* 1569 zu Jena) verh. 1588 mit Dr. med. Melchior Nicolas von Wiehe († 20. November 1593), Sohn von Johannes Nicolas von Wiehe, Leibmedicus von Kardinal Albert und Clara Holtzwirth (* 1507 zu Halle).
- (I) Melchior Dürfeld (* 14. Mai 1570 zu Halle; † jung).
- (I) Barbara Dürfeld (* 14. Mai 1570 zu Halle; † 1630) verh. 1590 mit Barthel Uden fürstlich magdeburgischer Cancellist.
- (II) Christoph Dürfeld (1580–1588).
- Christian Dürfeld, fürstlich braunschweig-lüneburgischer Major der Infanterie († 27. Juli 1623 im Lohner Bruch) im Regiment des Christian von Braunschweig-Wolfenbüttel.
- Martin Dürfeld, fürstlich braunschweig-lüneburgischer Fähnrich in der Kompanie seines Bruders († 27. Juli 1623 im Lohner Bruch).
- Tochter Dürfeld verheiratet mit Christian Hübner fürstlich braunschweig-lüneburgischer Capitain Major.